# Joan Martínez
Joan Martínez Quintana (Mataró, 15 novembre 1945) è un ex cestista spagnolo.

## Carriera
Con la Spagna ha disputato i Campionati europei del 1971.